# Acordul de la Glasgow
Acordul de la Glasgow este o platformă internațională formată din diverse organizații care își propun să se coordoneze și să utilizeze instrumente strategice noi pentru a lupta pentru justiția climatică.

## Context științific
Este acceptat de marea majoritate a oamenilor de știință că efectul de seră care încălzește Pământul este crescut de emisia unor cantități mari de gaze cu efect de seră de către activitățile umane.
Într-o declarație din noiembrie 2019 publicată într-un număr al „BioScience”, un grup de peste 11.000 de oameni de știință au susținut că descrierea încălzirii globale drept „urgență climatică” sau „criză climatică” este adecvată. Oamenii de știință au afirmat că este necesară o „creștere imensă a efortului” pentru conservarea biosferei, dar au remarcat „semne profund tulburătoare”, inclusiv creșterea susținută a populațiilor de animale, producția de carne, pierderea acoperirii arborilor, fosile. consumul de combustibil, transportul aerian și emisiile de CO 2 – concomitent cu tendințele de creștere ale impactului climatic, cum ar fi creșterea temperaturilor, topirea gheții la nivel global și vremea extremă.
Tot în noiembrie 2019, un articol publicat în revista Nature a concluzionat că probele din puncte critice în sistemul climatipunctele de răsturnare climatică singure sugerează că „ne aflăm într-o stare de urgență planetară”. Articolul din Nature face referire la rapoarte speciale IPCC recente (2018, 2019) care sugerează că punctele de vârf individuale ar putea fi depășite cu 1-2°C de încălzire medie globală (încălzirea actuală este de ~1°C), cu o încălzire globală. cascadă de puncte de basculare posibilă cu o încălzire mai mare.

### Justiția climatică
Este definită de platformă ca un cadru social și politic și cerere de redistribuire a puterii, cunoștințelor și bunăstării, propunând o nouă noțiune de prosperitate în limitele naturale și distribuția justă a resurselor
În acest sens, câteva puncte principale discutate în acord includ:
- Recunoașterea interdependenței dintre toate speciile și afirmarea necesității de a reduce, cu scopul de a elimina, producția de gaze cu efect de seră și poluanți locali asociați
- Recunoașterea și integrarea economiei de îngrijire în viața de zi cu zi
- Sprijin pentru schimbările structurale în societate în ceea ce privește rasismul sistemic, colonialismul și imperialismul
- O apărare pentru o tranziție justă pentru lucrătorii angajați în prezent în sectoarele care trebuie demontate
- O respingere a capitalismului verde ca un cadru viabil pentru schimbare<[6]